# Temple Bar (Dublin)
 For alternative betydninger, se Temple Bar. (Se også artikler, som begynder med Temple Bar)
Temple Bar er et område i hjertet af Dublin beliggende på sydsiden af floden Liffey. Temple Bar har bevaret en del af sit middelalderlige præg med mange snævre gader og stræder, og det betegnes ofte som Dublins kulturelle kvarter. Her finder man en række etablissementer, der tiltrækker turister, men der er også en del boliger, idet omkring 5.000 mennesker lever i området.

## Historie
Temple Bar afgrænses mod nord af Liffey, Dame Street mod syd, Westmoreland Street mod øst og Fishamble Street mod vest. Området har sandsynligvis fået navn efter familien Temple, der boede der i det 17. århundrede. Sir William Temple, der var rektor på Trinity College i 1609, havde hus der. Temple Bar optræder første gang i historien på et kort fra 1673.
I det 18. århundrede var området mondænt, hvilket blandt andet ses af, at Händels Messias blev uropført her 13. april 1742. Senere i århundredet blev den nationalliberale, revolutionære gruppe Society of United Irishmen stiftet her i Temple Bar. I det 19. århundrede mistede området imidlertid sin tiltrækningskraft, og i begyndelsen af det 20. århundrede var Temple Bar et slumområde. Dette blev dog samtidig områdets redning på lang sigt, idet spekulanter gik uden om Temple Bar, da de i midten af 1960'erne renoverede større områder i Dublin. På den måde undgik kvarteret at få sin gamle arkitektur hærget.
I 1980'erne stod Temple Bar alligevel for tur til at blive revet ned for blandt andet at skaffe plads til en stor busterminal. Imidlertid tog planerne herfor lang tid, og imens blev huse og butikker udlejet for lave priser, hvilket tiltrak kunstnere og småhandlende, og efterhånden måtte man indse, at det var en bedre udvikling end udsigten til busterminalen; planen om denne blev derpå taget af bordet, og byen satsede i stedet på at renovere de bestående bygninger for at tilgodese den efterhånden etablerede udvikling, der førte til renommeet som byens kulturelle område.

## Nutiden
Det bevarede Temple Bar rummer nu en række kulturelle institutioner, herunder Irish Film Institute, Irish Film Archive, det nationale fotoinstitut, et børnekulturcenter, en række kunstgallerier og The Gaiety School of Acting, men også finansielle institutioner som den irske børs og nationalbanken.
Om aftenen forvandles kvarteret til et forlystelsesområde med en lang række restauranter, pubber og natklubber. Pubberne tæller bl.a. Palace Bar, Temple Bar Pub, Oliver St.John Gogarty's (opkaldt efter Oliver St John Gogarty) og Auld Dubliner. Der er også steder, der har været kendt som samlingspunkt for unge mennesker tilhørende emo- og goth-subkulturen.